# Authon-la-Plaine
Authon-la-Plaine település Franciaországban, Essonne megyében. Lakosainak száma 371 fő (2022. január 1.). Authon-la-Plaine Corbreuse, Garancières-en-Beauce, Chatignonville, Plessis-Saint-Benoist, Richarville és Saint-Escobille községekkel határos.

## Népesség
A település népességének változása:
| Lakosok száma | 365  | 372  | 381  | 373  | 372  | 374  | 373  | 372  | 371  |
|               | 2013 | 2015 | 2016 | 2017 | 2018 | 2019 | 2020 | 2021 | 2022 |